# Mönchgut (Gemeinde)
Das Ostseebad Mönchgut ist eine Gemeinde im Landkreis Vorpommern-Rügen in Mecklenburg-Vorpommern. Sie gehört dem Amt Mönchgut-Granitz an. Seit dem 1. Dezember 2020 ist die Gemeinde Mönchgut staatlich anerkanntes Seebad.

## Geografie
Die Gemeinde liegt rund 20 Kilometer südöstlich von Bergen auf Rügen zwischen der Ostsee und dem Rügischen Bodden mit den Buchten Having, Hagensche Wiek und Zicker-See im Westen. Zum landschaftlich stark gegliederten Gemeindegebiet zählen die Halbinsel Reddevitz, die bis zu 66 Meter hohen Zickerschen Berge (Bakenberg) sowie die Halbinseln Klein Zicker und Südperd. Die Gemeinde liegt vollständig im Biosphärenreservat Südost-Rügen.
Zur Gemeinde Mönchgut gehören die Orte Alt Reddevitz, Gager, Groß Zicker, Klein Zicker, Lobbe,  Mariendorf, Middelhagen und Thiessow.

## Geschichte
Die Gemeinde entstand zum 1. Januar 2018 aus dem Zusammenschluss der Gemeinden Gager, Middelhagen und Thiessow. Ihr Name leitet sich von der gleichnamigen Halbinsel im Südosten der Insel Rügen ab, deren südlichen Teil sie umfasst.

## Bevölkerung
| Jahr      | 2018 | 2020 | 2021 | 2022 | 2023 |
| --------- | ---- | ---- | ---- | ---- | ---- |
| Einwohner | 1339 | 1369 | 1369 | 1374 | 1358 |

 Stand: 31. Dezember des jeweiligen Jahres

## Politik

### Gemeindevertretung
Die Gemeindevertretung von Mönchgut besteht aus 10 Mitgliedern. Die Kommunalwahl am 9. Juni 2024 führte bei einer Wahlbeteiligung von 71,8 % zu folgendem Ergebnis:
| Partei / Wählergruppe                           | Stimmenanteil 2019 | Sitze 2019 | Stimmenanteil 2024 | Sitze 2024 |
| Wählergemeinschaft Mönchgut                     | 66,5 %             | 7          | 60,7 %             | 6          |
| Wählergemeinschaft Lebenswertes Mönchgut (WGLM) | –                  | –          | 35,6 %             | 4          |
| Bürger für konservative Werte (BkW)             | –                  | –          | 02,3 %             | –          |
| Bündnis 90/Die Grünen                           | –                  | –          | 01,4 %             | –          |
| CDU                                             | 19,7 %             | 2          | –                  | –          |
| Allianz Unser Mönchgut (AUM)                    | 13,8 %             | 1          | –                  | –          |
| Insgesamt                                       | 100 %              | 10         | 100 %              | 10         |

### Bürgermeister
- seit 2019: Detlef Besch (Wählergemeinschaft Mönchgut)

Bei der Bürgermeisterwahl am 26. Mai 2019 wurde Besch mit 72,9 % der gültigen Stimmen gewählt. Am 9. Juni 2024 wurde er mit 66,7 % der gültigen Stimmen in seinem Amt bestätigt. Seine Amtszeit beträgt fünf Jahre.

### Wappen, Flagge, Dienstsiegel
Die Gemeinde verfügt über kein amtlich genehmigtes Hoheitszeichen, weder Wappen noch Flagge. Als Dienstsiegel wird das kleine Landessiegel mit dem Wappenbild des Landesteils Vorpommern geführt. Es zeigt einen aufgerichteten Greifen mit aufgeworfenem Schweif und der Umschrift „GEMEINDE MÖNCHGUT * LANDKREIS VORPOMMERN-RÜGEN“.

## Sehenswürdigkeiten
- Liste der Baudenkmale in Mönchgut (Gemeinde)
- Großsteingrab Mariendorf

## Verkehr
Die Gemeinde wird von Nord nach Süd von der Landesstraße 292 durchquert, die knapp nördlich der Gemeinde an der Bundesstraße 196 beginnt. Nächster Bahnhof ist der Haltepunkt Philippshagen an der Rügenschen Kleinbahn direkt an der B 196.